# Valley of the Damned
Valley of the Damned er DragonForces debutalbum udgivet i 2003. Den blev genudgivet efter en demo var indspillet i år 2000 under band navnet DragonHeart. Sangen Valley Of The Damned blev downloaded over 500.000 på mp3.com i de første få måneder.[kilde mangler]

## Spor
| Nr. | Titel                              | Lyrik                  | Musik             | Længde |
| --- | ---------------------------------- | ---------------------- | ----------------- | ------ |
| 1.  | "Invocation of Apocalyptic Evil"   | instrumental           | Sam Totman        | 0:14   |
| 2.  | "Valley of the Damned"             | Totman, ZP Theart      | Totman, Herman Li | 7:12   |
| 3.  | "Black Fire"                       | Totman, Theart         | Totman            | 5:47   |
| 4.  | "Black Winter Night"               | Totman, Theart         | Totman            | 6:30   |
| 5.  | "Starfire"                         | Totman, Theart         | Totman            | 5:53   |
| 6.  | "Disciples of Babylon"             | Theart                 | Li                | 7:16   |
| 7.  | "Revelations"                      | Totman, Theart         | Totman            | 6:52   |
| 8.  | "Evening Star"                     | Li, Theart             | Li                | 6:39   |
| 9.  | "Heart of a Dragon"                | Totman, Theart         | Totman            | 5:24   |
| 10. | "Where Dragons Rule" (Bonus track) | Steve Williams, Theart | Totman, Williams  | 5:49   |

| 1.            | "Valley of the Damned" | Totman, Theart | Totman, Li    | 6:56  |
| 2.            | "Revelations"          | Totman, Theart | Totman        | 6:57  |
| 3.            | "Starfire"             | Totman, Theart | Totman        | 5:45  |
| 4.            | "Black Winter Night"   | Totman, Theart | Totman        | 6:20  |
| 5.            | "Disciples of Babylon" | Theart         | Li            | 7:06  |
| Total længde: | Total længde:          | Total længde:  | Total længde: | 33:04 |